# Copeoglossum aurae
Espèce
Copeoglossum aurae est une espèce de sauriens de la famille des Scincidae.

## Répartition
Cette espèce se rencontre :
- sur les îles de Grenade, de Carriacou et de Petite Martinique ;
- sur les îles de Saint-Vincent, de Bequia, de Moustique et d'Union ;
- sur les îles de Trinité et de Tobago.

## Étymologie
Le nom spécifique aurae vient du latin spilos, le vent, en référence à la distribution de ce saurien, présent dans les Îles du Vent.

## Publication originale
- Hedges & Conn, 2012 : A new skink fauna from Caribbean islands (Squamata, Mabuyidae, Mabuyinae). Zootaxa, no 3288, p. 1–244 (texte intégral).